# La Vall d'Almonesir
La Vall d'Almonesir (en castellà i oficialment, Vall de Almonacid, i en la parla xurra, La Vall d'Almonecir) és un municipi del País Valencià que es troba a la comarca de l'Alt Palància.
Limita amb Algímia d'Almonesir, Almedíxer, Castellnou, Gaibiel, Xèrica, Matet i Navaixes.

## Geografia
El riu Chico, afluent del Palància, és el principal accident geogràfic del terme municipal, que també compta amb un bon nombre de fonts com ara la Fuente Larga (o de la Trinitat), la de la Rodana, la de Anchoy, la de las Balsillas, etc. La localitat està situada en el vessant oriental de la Serra d'Espadà i presenta per això grans desnivells; no obstant això, les altures no són excessivament elevades a causa de la proximitat al mar.

## Història
Malgrat haver trobat en el terme restes de l'edat del bronze i iberes, la història de la població actual comença quan els àrabs hi construïren el castell d'Almonesir, del qual de l'actual municipi era una de les 7 alqueries que depenien del castell, el terme del qual rebia el nom de la Vall d'Almonacir. El castell i la seua Vall foren donats, en senyoriu, el 22 de maig de 1238, per Jaume I (1208-1276) al bisbe de Barcelona, Berenguer de Palou. Aquell territori comprenia els actuals térmens d'Algímia d'Almonesir, Matet, Pavies i La Vall d'Almonesir i els despoblats de l'Alfàndega, Almedinella i Ravanosa, mes l'alqueria d'Aïr, actualment la Vall d'Almonesir. Després d'en Berenguer, el senyoriu passà, almenys, per les mans de Jaume Pérez (1255?-1285) pel seu enllaç amb Sanxa Ferrandis, filla i hereva del senyor d'Almonecir. Posteriorment passà per les mans de les famílies Berenguer de Blanes (el comprà al rei Vidal de Blanes el 1437) i Requesens-Cardona-Anglesola, que ho van vendre (Antoni de Cardona en 1581) a Dionís de Reus, qui el va donar aquell mateix any als comtes d'Aranda. L'any 1582 donaven una nova carta pobla a Pavies i Matet. El seu fill, Pere Ximénez d'Urrea, en maig de 1610, obligat per la despoblació que provocà l'expulsió dels moriscs, donà carta pobla a 65 famílies procedents de l'Aragó que s'establiren a Aïr i l'Algímia. A Posteriorment enparentaren amb les cases de Castel Rodrigo, Lumiares, Pio de Savoia etc. fins que amb l'abolició del feudalisme i els senyorius, Algímia, Matet i Pavies ens constituïren en municipis independents de la Vall d'Almonesir (actualment i oficialment Vall de Almonacid).

## Economia
L'agricultura, especialment l'olivera i l'excel·lent oli que se n'extrau, és la producció principal de l'economia local, malgrat que ha deixat de ser l'ocupació principal. Artesanalment es fabricaven, fins fa poc, forques i mànecs de fusta per a les eines del camp.

## Demografia
| 1900 | 1910 | 1920 | 1930 | 1940 | 1950 | 1960 | 1970 | 1970 | 1981 | 1991 | 2000 | 2001 | 2002 | 2003 | 2004 | 2005 | 2006 | 2007 | 2008 | 2009 |
| ---- | ---- | ---- | ---- | ---- | ---- | ---- | ---- | ---- | ---- | ---- | ---- | ---- | ---- | ---- | ---- | ---- | ---- | ---- | ---- | ---- |
| 893  | 879  | 777  | 757  | 643  | 613  | 538  | 469  | 309  | 271  | 266  | 293  | 292  | 284  | 272  | 266  | 269  | 278  | 279  | 275  | 267  |

## Alcaldia
Des de 2004 l'alcalde de la Vall d'Almonesir és José Antonio Cases Mollar del Partit Popular (PP).
| Període                       | Alcalde o alcaldessa                             | Partit polític | Data de possessió     | Observacions |
| ----------------------------- | ------------------------------------------------ | -------------- | --------------------- | ------------ |
| 1979–1983                     | José Pérez Torres                                | UCD            | 19/04/1979            | --           |
| 1983–1987                     | Victorino Vicente Vicente                        | PSPV-PSOE      | 28/05/1983            | --           |
| 1987–1991                     | Jesús Sebastián Blay                             | CDS            | 30/06/1987            | --           |
| 1991–1995                     | Jesús Sebastián Blay                             | CDS            | 15/06/1991            | --           |
| 1995–1999                     | José Manuel Pérez Blay                           | PP             | 17/06/1995            | --           |
| 1999–2003                     | José Manuel Pérez Blay                           | PP             | 03/07/1999            | --           |
| 2003–2007                     | José Manuel Pérez Blay José Antonio Cases Mollar | PP             | 14/06/2003 19/05/2004 | Defunció --  |
| 2007–2011                     | José Antonio Cases Mollar                        | PP             | 16/06/2007            | --           |
| 2011–2015                     | José Antonio Cases Mollar                        | PP             | 11/06/2011            | --           |
| 2015–2019                     | José Antonio Cases Mollar                        | PP             | 13/06/2015            | --           |
| 2019-2023                     | José Antonio Cases Mollar                        | PP             | 15/06/2019            | --           |
| Des de 2023                   | n/d                                              | n/d            | 17/06/2023            | --           |
| Fonts: Generalitat Valenciana |                                                  |                |                       |              |

## Monuments
Passejar pel poble és evocar l'època musulmana pels seus carrers estrets i torts.
- Església de la Puríssima Concepció. Del XVII.

Temple barroc d'una nau amb quatre trams, va ser refet a final del segle xix. Es conserva el retaule gòtic de Sant Valer, procedent de la capella homònima del claustre catedralici de Sogorb, donat pel cabild amb motiu de l'incendi sofert l'any 1839 (guerres carlines). Pot datar-se cap a 1436 i segons una anàlisi recent, és obra d'un mestre desconegut.
- Castell d'Almonesir. Del segle xii.

Situat en el terme municipal de la Vall d'Almonesir, és d'origen musulmà. És l'únic cas al País Valencià de ribat (monestir musulmà fortificat) en el qual residien els Murabitins, monjos guerrers.
Exercia influència sobre una vasta zona que incloïa els actuals municipis d'Algímia d'Almonesir, Matet, Pavies i la mateixa Vall d'Almonesir, que depenien del castell; va deixar d'exercir funcions de govern, militars i administratives al segle xvi quan aquestes funcions es traslladaren a la casa-palau d'Aïr, actual Vall d'Almonesir. Encara que sembla de planta irregular a causa de l'accidentalitat del terreny, reconstruccions sobre el paper i fotografies aèries han demostrat que la planta del castell era perfectament rectangular. Sobre estar en ruïnes, conserva grans llenços de la muralla dels dos recintes existents i diversos elements auxiliars. L'element més destacable és la torre de l'homenatge, de quatre altures, recentment restaurada.
- Casa-palau. Del segle xvi.

- Masia La Matuta.

- Torre morisca. Al pati de la Casa Abadia.

## Festes i celebracions
- Festes patronals. En honor de la Immaculada Concepció, el 8 de desembre.
- Sant Gil. Festa dels jubilats i pensionistes, l'1 de setembre.
- Sant Pere. Festa de l'associació de dones, el 29 de juny.
- Festes d'estiu. Al mes d'agost, en honor de la Divina Pastora, Crist de la Sang i Verge dels Dolors.

## Galeria d'imatges

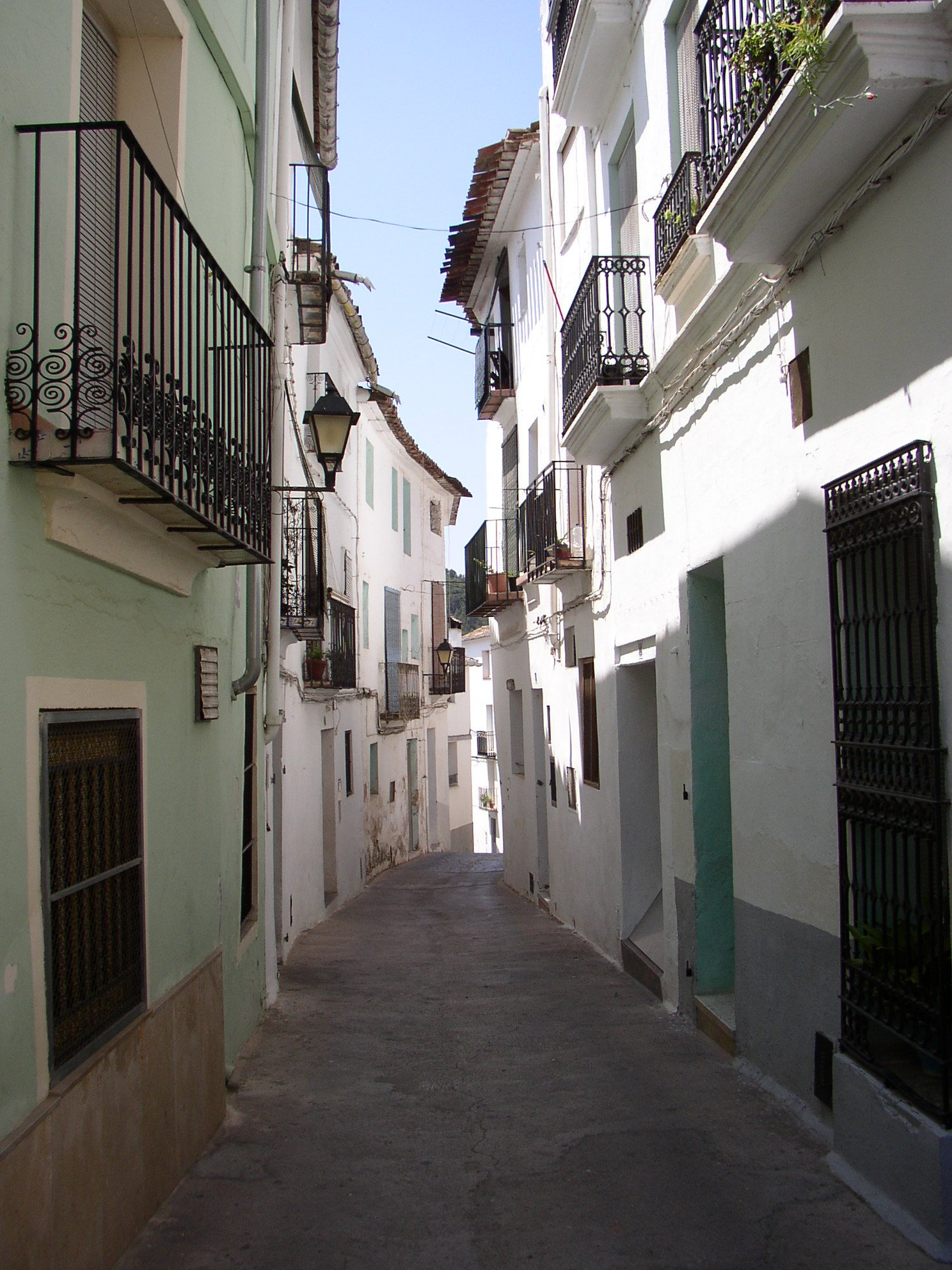
Carrer típic
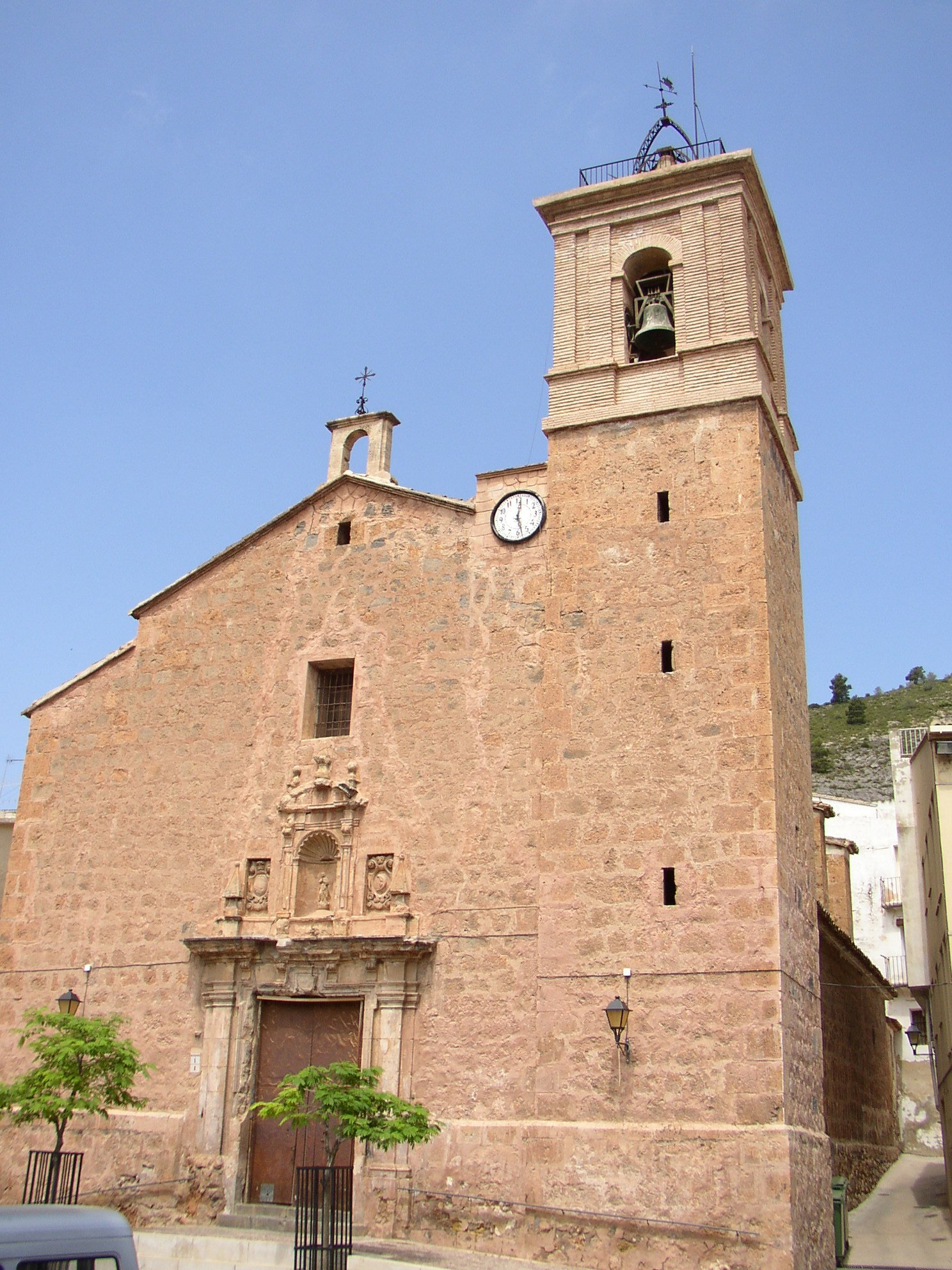
Església de la Puríssima Concepció
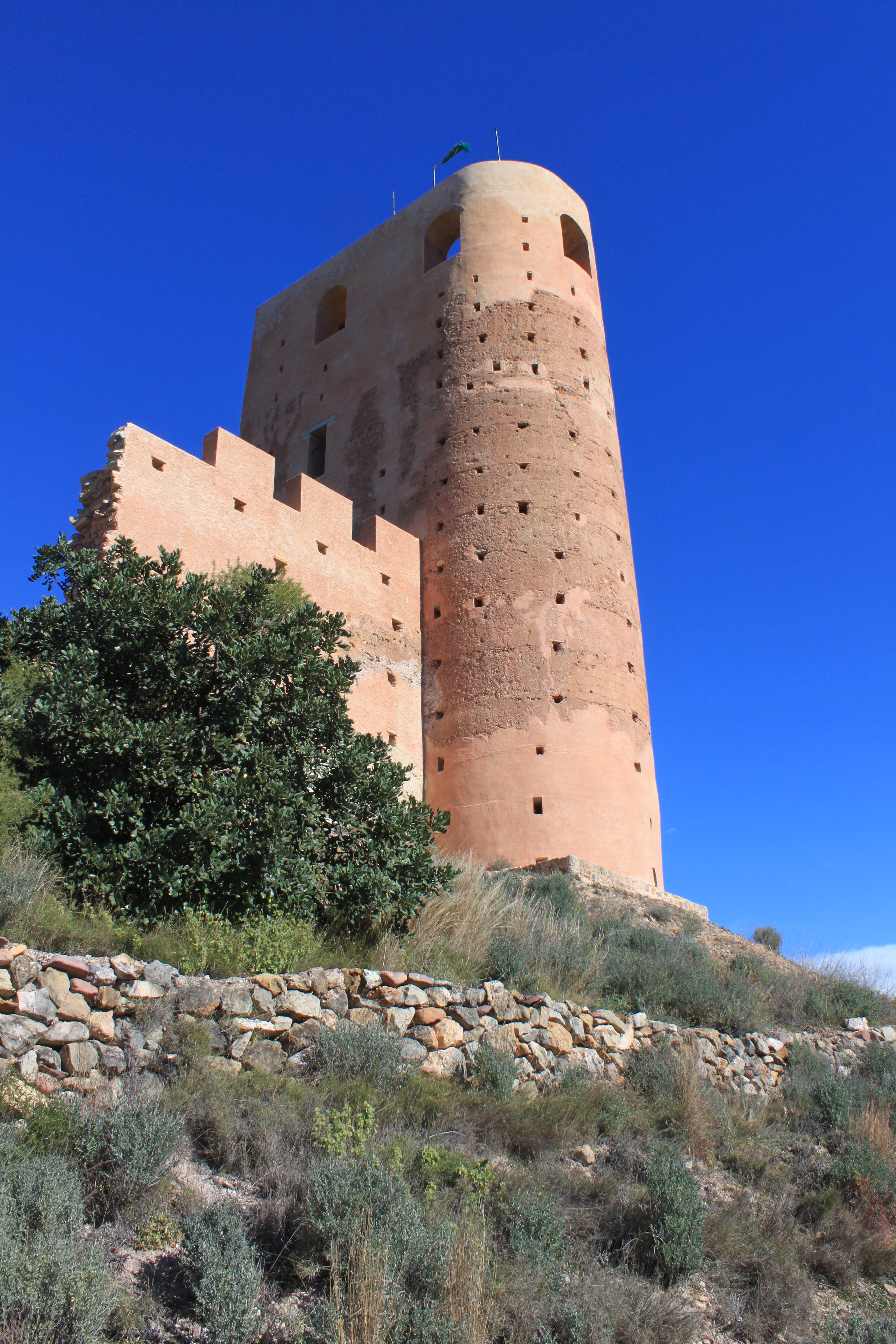
Castell d'Almonesir
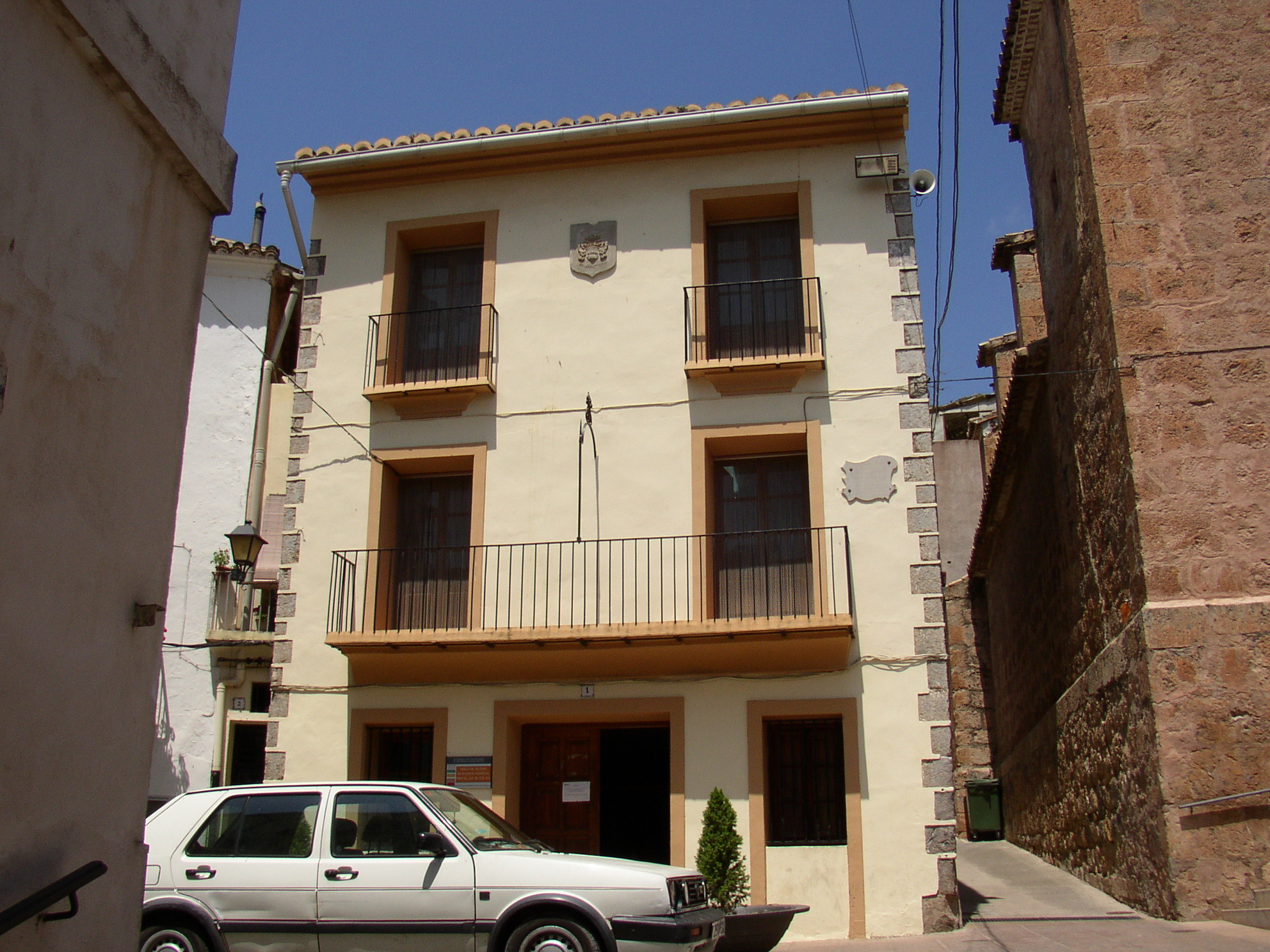
Ajuntament